# استیون فینن
ستیون فینن (انگلیسی: Steve Finnan؛ زادهٔ ۲۴ آوریل ۱۹۷۶) یک بازیکن فوتبال اهل ایرلند است.